# Quet-en-Beaumont
Quet-en-Beaumont ist eine französische Gemeinde mit 79 Einwohnern (Stand: 1. Januar 2022) im Département Isère in der Region Auvergne-Rhône-Alpes (vor 2016 Rhône-Alpes). Sie gehört zum Arrondissement Grenoble und zum Kanton Matheysine-Trièves. Die Einwohner werden Quétourins genannt.

## Lage
Die Gemeinde Quet-en-Beaumont liegt etwa 41 Kilometer südsüdöstlich von Grenoble auf einem Plateau über dem Fluss Drac, der die Gemeinde im Südwesten begrenzt. Umgeben wird Quet-en-Beaumont von den Nachbargemeinden La Salle-en-Beaumont im Norden, Sainte-Luce im Nordosten und Osten, Les Côtes-de-Corps im Osten, Corps im Südosten, Pellafol im Süden sowie Châtel-en-Trièves im Westen.
Durch die Gemeinde führt die ehemalige Route nationale 85.

## Bevölkerungsentwicklung
| Jahr                       | 1962 | 1968 | 1975 | 1982 | 1990 | 1999 | 2011 | 2021 |
| Einwohner                  | 177  | 94   | 46   | 45   | 36   | 49   | 63   | 75   |
| Quellen: Cassini und INSEE |      |      |      |      |      |      |      |      |

## Sehenswürdigkeiten

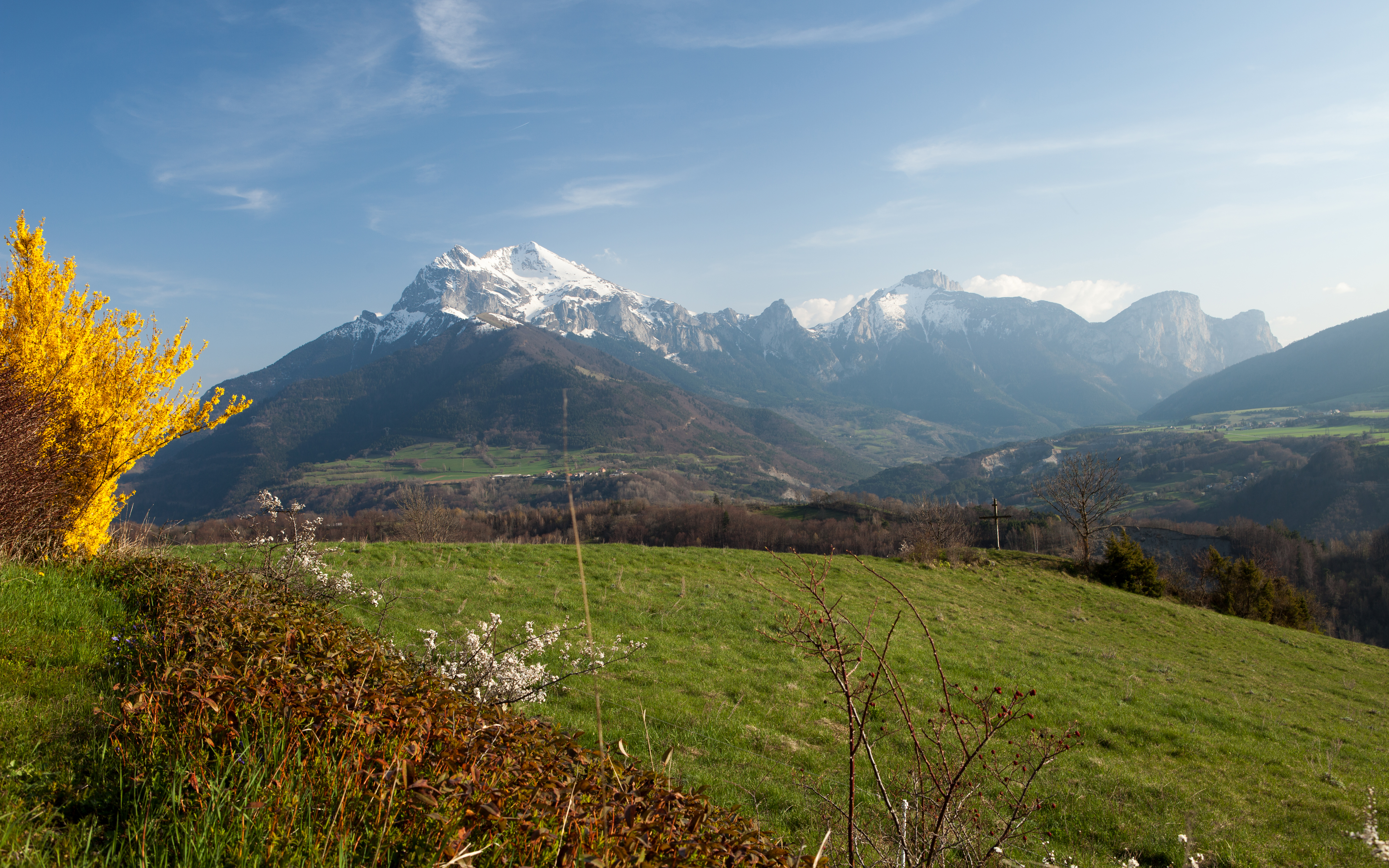
Der Obiou von Quet-en-Beaumont aus gesehen

- Kirche Johannes Evangelista
- mehrere Brunnen und Wegkreuze